# Hugo Felix

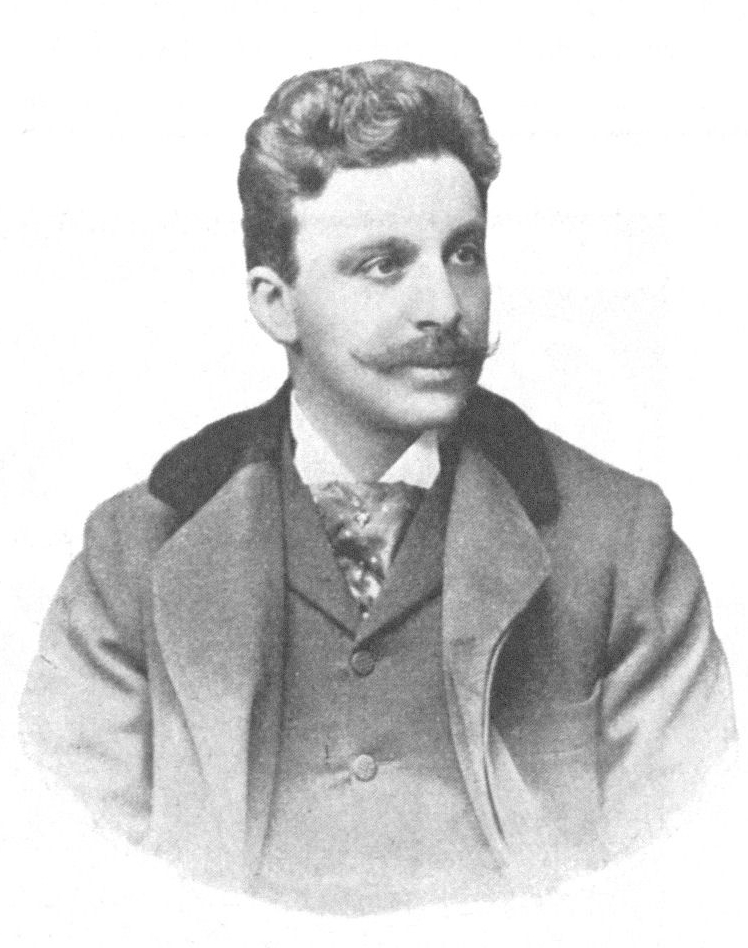
Hugo Felix, 1900

Hugo Felix, geb. Hugo Felix Haymann (* 19. November 1866 in Budapest; † 24. August 1934 in Los Angeles) war ein österreichisch-amerikanischer Komponist.

## Leben
Die Mutter war die Hülsenfruchthändlerin Jenny Hayman (!), geb. Bachrich (gest. Wien, 1. März 1908). Felix besuchte das Schottengymnasium in Wien und promovierte im anschließenden Studium zum Doktor in Chemie. Zudem studierte er am Konservatorium der Gesellschaft der Musikfreunde in Wien und wirkte anschließend für einige Zeit als Kapellmeister in und um Wien. 1896 trat er aus dem Judentum aus. 1900 wurde gegen ihn ein Schuldverfahren angestrengt, aber er war mit unbekannten Aufenthalt verzogen. Zu dieser Zeit wanderte er in die USA aus. Zwischen 1910 und 1925 war er in New York am Broadway mit seinen Operetten sehr erfolgreich.
1912 heiratete er in Kensington die amerikanischen Schauspielerin Mary Halton (geb. Prendergast, * 1873 New York), die sich in Folge Mary Felix-Halton nannte.
In den 1890er Jahren befand er sich im Umfeld des „Jungen Wien“ und taucht mehrfach in Arthur Schnitzlers Tagebuch auf.
Um 1930 ließ sich Felix in Los Angeles nieder, wo er am 24. August 1934 völlig verarmt im Alter von beinahe 68 Jahren starb und auch seine letzte Ruhestätte fand.

## Werke (Auswahl)
- Das Kätzchen. Operette. 1892
- Das Husarenblut. Operette. Wien 1894 (Libretto:  Ignaz Schnitzer)
- Madame Sherry. Berlin 1902  (Libretto: Maurice Ordonneau)
- Rhodope. Operette. Berlin 1902 (Libretto: Alexander Engel)